# Герберт, Сандра
Сандра Герберт (Sandra Lynn Swanson Herbert; род. 10 апреля 1942, Чикаго, Иллинойс) — американский историк, историк науки, признанный дарвиновед. Доктор философии (1968), эмерит-профессор University of Maryland, Baltimore County, где преподает с 1973 года.
Дочь бухгалтера и домохозяйки. Окончила Wittenberg University (бакалавр, 1963). В Брандейском университете получила степени магистра (1965) и доктора философии (1968).
Стипендиат Гуггенхайма (1982). Фелло Американской ассоциации содействия развитию науки и Геологического общества Америки.
Редактор The Red Notebook of Charles Darwin и Charles Darwin’s Notebooks, 1836—1844.
Автор книги Charles Darwin: Geologist (Cornell University Press, 2005), отмеченной Mary C. Rabbitt Award (2006), Suzanne J. Levinson Prize (2006), George L. Mosse Prize (2006), Albion Book Prize (2006).
Замужем, двое детей.